# Veniamin Aleksandrov
Veniamin Veniaminovitj Aleksandrov (ryska: Вениамин Вениаминович Александров), född 18 april 1937 i Moskva i dåvarande Sovjetunionen, död 6 november 1991, var en sovjetisk ishockeyspelare och tränare.
I den sovjetiska ligan gjorde han totalt 345 mål på 400 matcher. Han spelade mellan 1955 och 1969 för den legendariska klubben HC CSKA Moskva och vann del sovjetiska ligan 10 gånger. Han vann 1963 den sovjetiska målskytteligan 193 med 53 mål.
Han var bofast i den Sovjetunionens ishockeylandslag mellan åren 1957 och 1968. Han lyckades göra 119 mål på 161 matcher och vann VM i ishockey 6 gånger. Han bildade tillsammans med Aleksandr Almetov och Konstantin Loktev en av de främsta kedjorna i sovjetisk ishockey. Han spelade senare med Boris Michajlov och Vladimir Petrov, innan han avlöstes i kedjan av Valerij Charlamov. 
Han blev senare tränare för HC CSKA Moskva, SKA Sankt Petersburg och den bulgariska klubben ZSKA Sofia.
Veniamin Aleksandrov blev 1963 invald i den ryska Hall of fame och 2003 i IIHF:s Hockey Hall of Fame.

## Meriter
- VM-guld 1963, 1964, 1965, 1966, 1967 och 1968
- EM-guld 1963, 1964, 1965, 1966, 1967 och 1968
- Sovjetisk mästare 1956, 1958-1981, 1963-1966 och 1968
- OS-guld 1964 och 1968
- OS-brons 1960